# ルファック
ルファック（フランス語: Rouffach, ドイツ語: Rufach）は、フランス東部、グラン・テスト地域圏とオー＝ラン県のコミューンである。